# Artur Ioniță
Pour les articles homonymes, voir Ioniță.
Artur Ioniță est un footballeur international moldave né le 17 août 1990 à Chișinău. Il évolue actuellement au poste de milieu défensif au Calcio Lecco.

## Carrière

### En club
Artur Ioniță commence sa carrière en 2007 avec le FC Zimbru Chișinău puis est rapidement transféré au FC Iskra-Stal Rîbnița. En 2009, il signe en faveur du club suisse du FC Aarau. À l'été 2014, Ioniță s'engage avec l'Hellas Vérone. Le 21 septembre 2014, il inscrit son premier but en Serie A contre le Torino et permet à son club de s'imposer un but à zéro.
Le 30 juin 2016, il est transféré au Cagliari Calcio, club promu en Serie A.

### En sélection
Artur Ioniță obtient sa première sélection avec l'équipe de Moldavie en 2009 lors d'un match face à la Suisse (match comptant pour les éliminatoires de la Coupe du monde 2010). Le 15 octobre 2013, il inscrit son premier but en équipe nationale contre le Monténégro et contribue ainsi à la large victoire cinq buts à deux de la Moldavie. Il compte trente-et-une sélections avec l'équipe nationale moldave.

## Statistiques

### En club
| Saison      | Club               | Pays     | Championnat       | Championnat | Championnat |
| Saison      | Club               | Pays     | Division          | Matchs      | Buts        |
| ----------- | ------------------ | -------- | ----------------- | ----------- | ----------- |
| 2007 - 2008 | Zimbru Chișinău    | Moldavie | Divizia Națională | 2           | 1           |
| 2007 - 2008 | Iskra-Stal Rîbnița | Moldavie | Divizia Națională | 14          | 3           |
| 2008 - 2009 | Iskra-Stal Rîbnița | Moldavie | Divizia Națională | 28          | 7           |
| 2009 - 2010 | FC Aarau           | Suisse   | Super League      | 8           | 0           |
| 2010 - 2011 | FC Aarau           | Suisse   | Challenge League  | 25          | 0           |
| 2011 - 2012 | FC Aarau           | Suisse   | Challenge League  | 27          | 4           |
| 2012 - 2013 | FC Aarau           | Suisse   | Challenge League  | 35          | 5           |
| 2013 - 2014 | FC Aarau           | Suisse   | Super League      | 34          | 6           |
| 2014 - 2015 | Hellas Vérone      | Italie   | Serie A           | 18          | 2           |
| 2015 - 2016 | Hellas Vérone      | Italie   | Serie A           | 31          | 4           |
| 2016 - 2017 | Cagliari Calcio    | Italie   | Serie A           | 18          | 3           |
| 2017 - 2018 | Cagliari Calcio    | Italie   | Serie A           | 36          | 0           |
| 2018 - 2019 | Cagliari Calcio    | Italie   | Serie A           |             |             |

Dernière mise à jour le 13 août 2018

## Palmarès
- Champion de Challenge League en 2012-2013 avec le FC Aarau.